# یواس‌اس کوئینسی (ای‌کی-۱۰)
یواس‌اس کوئینسی (ای‌کی-۱۰) (به انگلیسی: USS Quincy (AK-10)) یک کشتی بود که طول آن ۳۶۷ فوت (۱۱۲ متر) بود. این کشتی در سال ۱۹۰۹ ساخته شد.